# Oberhausmehring
Oberhausmehring ist ein Gemeindeteil der Stadt Dorfen im oberbayerischen Landkreis Erding.

## Lage
Das Dorf liegt gut einen Kilometer südöstlich des Zentrums von Dorfen und westlich der Bundesstraße 15 auf der Gemarkung Hausmehring. Durch die Auflösung der Gemeinde Hausmehring im Zuge der Gebietsreform in Bayern kam das Dorf 1972 zur Stadt Dorfen.